# Upplysningstidens filosofi

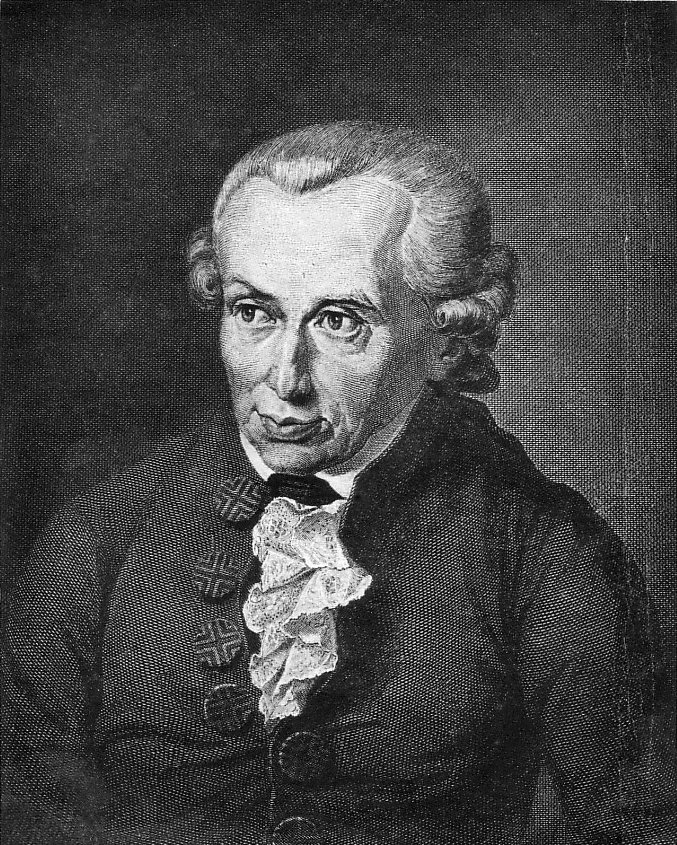
Immanuel Kant.

Upplysningstidens filosofi hämtade sin livskraft från naturvetenskapens framsteg. Den filosofiska rörelsen var en kulturhistorisk rörelse i upplysningens Europa.
Under upplysningstiden fick Newtons teorier också filosofiska konsekvenser. En tysk filosof, Immanuel Kant (1724–1804), blev den förste som vågade sig på en ny kombination. Den här gången ville han nå ny kunskap genom att kombinera de rationalistiska och de empiriska grundtankarna. Han avstod ifrån alla metafysiska spekulationer; hans filosofi handlade om att kritiskt granska det rena förnuftet. 
Kants filosofi ställde sig i motsats till den traditionella metafysikens arbete och försöker istället utreda den mänskliga kunskapens arbetssätt, gränser, möjligheter och ursprung samt förutsättningar.

## Empiristerna – en brittisk upplysning

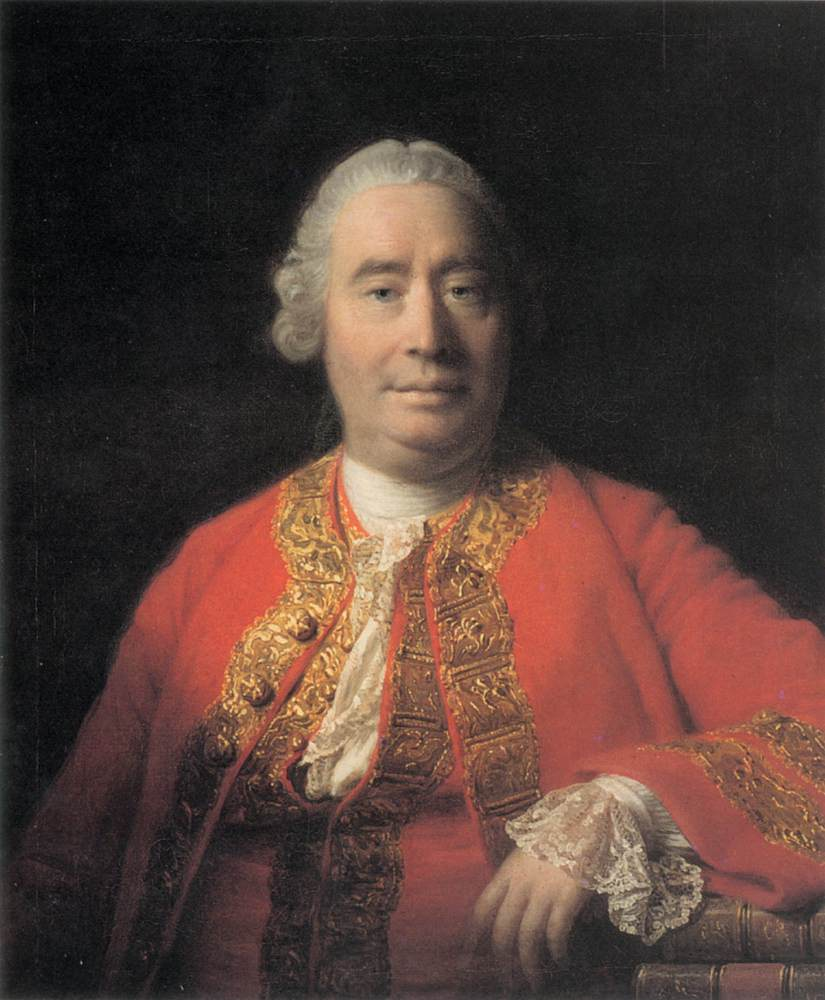
David Hume.

Den brittiska empirismen förebådades av Francis Bacon men grundlades av John Locke som menade att all kunskap kom från sinneserfarenheter, utvecklades av George Berkeley som argumenterade för att endast sinnesimpressioner existerar, det vill säga idealism, och fullbordades av David Hume som fullt ut drog de logiska konsekvenserna av empirismens premisser. En av dessa konsekvenser utmynnar i Humes kritik av förhållandet mellan orsak och verkan som leder till en stark kritik av induktion (filosofi) som en del av den vetenskapliga metoden. I och med att det inte finns något direkt logiskt samband mellan orsak och verkan och genom att det inte finns någon sinneserfarenhet av sambandet mellan orsak och verkan finns det inte någon grund för att säga att orsak följer efter verkan annan än vanan. Att vi förväntar oss att solen går upp i morgon grundar vi egentligen inte på annat än att den gick upp igår och att vi är vana vid att den striger upp varje morgon. Som vi ser kan empirism ha både en epistemologisk och en ontologisk del. Epistemologisk såtillvida att vi kan veta och lära endast av det vi får genom sinnena, ontologisk om man argumenterar att endast det som kommer via sinnena existerar. Ontologisk empirism innebär förnekande av materiens existens, vilket också var det som gjorde George Berkeley både känd och ökänd i den samtida filosofin.

## Upplysning i Frankrike
Den politiska utvecklingen i Frankrike ledde under 1700-talet till att en intellektuell opposition med så kallade upplysningsfilosofer uppstod. Upplysningsfilosoferna koncentrerade sig mer på politiska och samhällsteoretiska frågor. Montesquieu, Rousseau och Voltaire är kända företrädare. 
Rousseau såg negativt på vetenskapens och teknikens inflytande på människan; människans liv hade genom dess inflytande blivit alltmer artificiellt, och för var dag som gått hade människan mer och mer förlorat kontakten med sitt ursprung. Hans åsikter stod i bjärt kontrast till de andra upplysningsfilosoferna som enligt Rousseau spred en falsk upplysning som enbart fäste "girlander av blommor längs de kedjor av järn" som fängslade människorna, men som inte påverkade de grundläggande missförhållandena i världen.
Voltaire misstrodde demokrati och såg demokratiska system som ett sätt att låta massornas dumhet breda ut sig. Han såg den franska borgarklassen som för liten och ineffektiv för att kunna åstadkomma någon förändring av samhället, aristokratin som parasitisk och korrumperad, de vanliga medborgarna som okunniga och vidskepliga, och kyrkan som en statisk kraft som endast var nyttig såsom balanserande motkraft mot monarkin. För Voltaire var det bara en upplyst monark som, med råd från filosofer, som han själv, skulle kunna åstadkomma en förändring, eftersom det låg i den franske kungens intressen att förbättra Frankrikes makt och rikedom.
Montesquieu har påverkat dagens samhälle mest genom att han står som ansvarig för maktdelningsprincipen som handlar om att makten måste delas för att säkerställa friheten. Den offentliga makten i en stat måste delas mellan olika maktpoler, för att dessa ska uppväga varandra och utöva kontroll över varandra. Dessa poler skulle vara en verkställande makt (president, regering och så vidare), en lagstiftande makt (parlament) och en dömande makt (domstol).

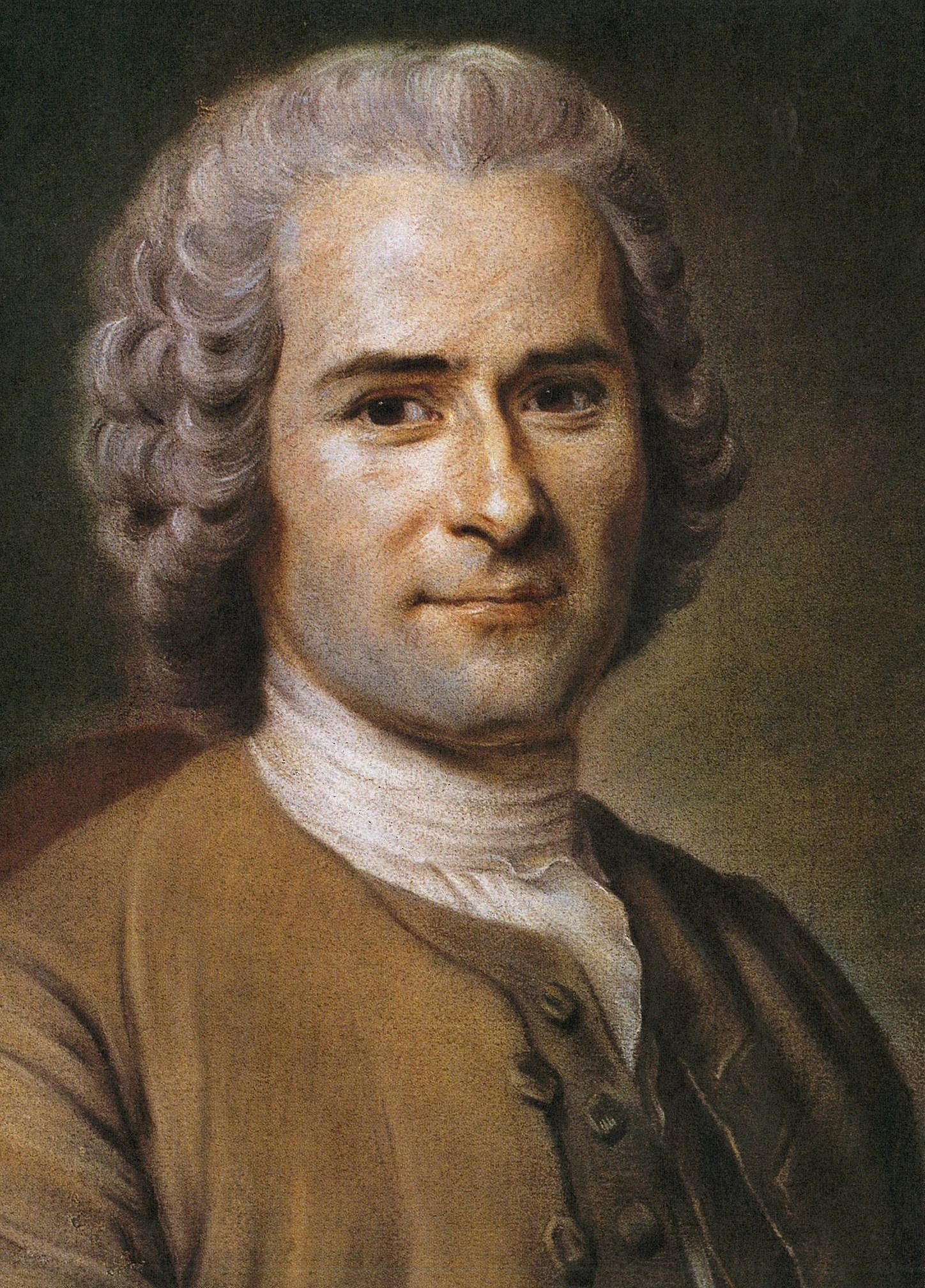
Jean-Jacques Rousseau.

## Hegel och romantiken
Friedrich Hegel ansåg, att all verklighet är en enhet av ande och natur. Världen är bestämd genom ett nödvändigt inre sammanhang som håller allt samman. Världens utveckling är en del av Guds eget liv och individen – dess tyckanden, önskningar och syften – är övergående moment, bestämda att snart försvinna eftersom en människa är så flyktig i den stora massan som är tiden.
Under tiden som upplysningsfilosoferna sysslade med politiska och statsfrågor utvecklades parallellt i Tyskland en ny metafysisk filosofi i Kants anda.

## Existentialism

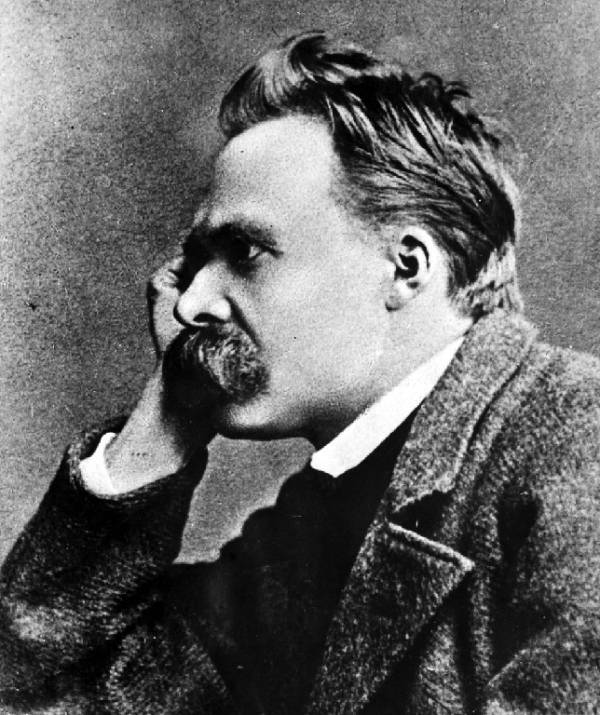
Friedrich Nietzsche.

Till och med inom naturvetenskapen fick detta tankesätt fotfäste, bland annat i Lorenz Okens filosofi; han var också den förste som framlade en teori om att allt levande består av celler. I detta sammanhang bör också de tre från skolor och riktningar fristående genierna Kierkegaard, Nietzsche och Schopenhauer nämnas. 
Det finns, enligt Kierkegaard, ingen objektiv uppfattning av världen, inget sätt att vara, som gäller för alla. Därför kommer alla försök att förstå världen enligt ett fast, och en gång för alla, slutligt system att slå fel. Var och en måste leva utifrån sina egna förutsättningar, träffa sina egna val och själv ta ansvar för sitt liv. Bara så, att genom sina egna fria val ge sitt liv innehåll, kan människan bli sig själv och i sanning existerande. Någon allmängiltig moral kan ej finnas skriver Nietzsche och förespråkade en omvärdering av alla värden. Arthur Schopenhauer ger sig in på att förklara Kants filosofi och rätta till de missförstånd och missförhållanden som fanns i den. Schopenhauer ansåg, att det inte fanns något som människan kunde vara medveten om, förutom den egna viljan. Och eftersom han ansåg att alla ting måste vara ett så borde också alla ting styras av en vilja. Dessa tre filosofer lägger här grunden till den kommande existentialismen.

## Socialliberalism hos Mill
I slutet av perioden ledde de politiskt idealistiska strömmingarna även till att John Stuart Mill formulerade grunderna till liberalismen. I en empirisk anda formulerade Mill en ideologi som baseras på självförverkligande och att det skall vara tillåtet att begränsa en individs frihet endast i syfte att skydda andra, inte individen själv. Den mångfald av livsformer och åsikter som individers självförverkligande resulterar i var för honom en nödvändig förutsättning för civiliserat samhällsliv.